# بريت ويستوود
بريت ويستوود (بالإنجليزية: Brett Westwood)‏ هو مقدم برامج إذاعية بريطاني، ولد في القرن العشرين.